# SM UC-63
SM UC-63 – niemiecki podwodny stawiacz min z okresu I wojny światowej, jedna z 64 zbudowanych jednostek typu UC II. Zwodowany 6 stycznia 1917 roku w stoczni AG Weser w Bremie, został przyjęty do służby w Kaiserliche Marine 30 stycznia 1917 roku. W czasie służby operacyjnej w składzie Flotylli Flandria okręt odbył dziewięć patroli bojowych, w wyniku których zatonęło 36 statków o łącznej pojemności 35 900 BRT, a cztery statki o łącznej pojemności 4639 BRT zostały uszkodzone. SM UC-63 został zatopiony 1 listopada 1917 roku, storpedowany przez brytyjski okręt podwodny HMS E52 na Morzu Północnym.

## Projekt i budowa
Dokonania pierwszych niemieckich podwodnych stawiaczy min typu UC I, a także zauważone niedostatki tej konstrukcji, skłoniły dowództwo Cesarskiej Marynarki Wojennej z admirałem von Tirpitzem na czele do działań mających na celu budowę nowego, znacznie większego i doskonalszego typu okrętu podwodnego. Opracowany latem 1915 roku projekt okrętu, oznaczonego później jako typ UC II, tworzony był równolegle z projektem przybrzeżnego torpedowego okrętu podwodnego typu UB II. Głównymi zmianami w stosunku do poprzedniej serii były: instalacja wyrzutni torpedowych i działa pokładowego, zwiększenie mocy i niezawodności siłowni, oraz wzrost prędkości i zasięgu jednostki, kosztem rezygnacji z możliwości łatwego transportu kolejowego (ze względu na powiększone rozmiary).
SM UC-63 zamówiony został 12 stycznia 1916 roku jako jednostka z III serii okrętów typu UC II (numer projektu 41, nadany przez Inspektorat U-Bootów), w ramach wojennego programu rozbudowy floty . Został zbudowany w stoczni AG Weser w Bremie jako jeden z czterech okrętów III serii zamówionych w tej wytwórni. UC-63 otrzymał numer stoczniowy 261 (Werk 261)  . Stępkę okrętu położono 3 kwietnia 1916 roku , a zwodowany został 6 stycznia 1917 roku.

## Dane taktyczno-techniczne
SM UC-63 był średniej wielkości przybrzeżnym okrętem podwodnym o konstrukcji dwukadłubowej. Długość całkowita wynosiła 51,85 metra, szerokość 5,22 metra i zanurzenie 3,67 metra . Wykonany ze stali kadłub sztywny miał 39,3 metra długości i 3,61 metra szerokości, a wysokość (od stępki do szczytu kiosku) wynosiła 7,46 metra . Wyporność w położeniu nawodnym wynosiła 422 tony, a w zanurzeniu 504 tony. Jednostka miała wysoki, ostry dziób przystosowany do przecinania sieci przeciwpodwodnych; do jej wnętrza prowadziły trzy luki: pierwszy przed kioskiem, drugi w kiosku, a ostatni w części rufowej, prowadzący do maszynowni . Cylindryczny kiosk miał średnicę 1,4 metra i wysokość 1,8 metra, obudowany był opływową osłoną . Okręt napędzany był na powierzchni przez dwa 6-cylindrowe, czterosuwowe silniki wysokoprężne MAN S6V26/36 o łącznej mocy 440 kW (600 KM), a pod wodą poruszał się dzięki dwóm silnikom elektrycznym SSW o łącznej mocy 460 kW (620 KM) . Dwa wały napędowe obracały dwie śruby wykonane z brązu manganowego (o średnicy 1,9 metra i skoku 0,9 metra) . Okręt osiągał prędkość 11,9 węzła na powierzchni i 7,2 węzła w zanurzeniu . Zasięg wynosił 8000 Mm przy prędkości 7 węzłów w położeniu nawodnym oraz 59 Mm przy prędkości 4 węzłów pod wodą . Zbiorniki mieściły 43 tony paliwa , a energia elektryczna magazynowana była w dwóch bateriach akumulatorów 26 MAS po 62 ogniwa, zlokalizowanych pod przednim i tylnym pomieszczeniem mieszkalnym załogi. Okręt miał siedem zewnętrznych zbiorników balastowych . Dopuszczalna głębokość zanurzenia wynosiła 50 metrów , a czas wykonania manewru zanurzenia 40 sekund.
Głównym uzbrojeniem okrętu było 18 min kotwicznych typu UC/200 w sześciu skośnych szybach minowych o średnicy 100 cm, usytuowanych w podwyższonej części dziobowej jeden za drugim w osi symetrii okrętu, pod kątem do tyłu (sposób stawiania – „pod siebie”). Układ ten powodował, że miny trzeba było stawiać na zaplanowanej przed rejsem głębokości, gdyż na morzu nie było do nich dostępu (co znacznie zmniejszało skuteczność okrętów). Wyposażenie uzupełniały dwie zewnętrzne wyrzutnie torped kalibru 500 mm (umiejscowione powyżej linii wodnej na dziobie, po obu stronach szybów minowych), jedna wewnętrzna wyrzutnia torped kal. 500 mm na rufie (z łącznym zapasem 7 torped) oraz umieszczone przed kioskiem działo pokładowe kal. 88 mm L/30, z zapasem amunicji wynoszącym 130 naboi . Okręt wyposażony był w dwa peryskopy Zeissa: wachtowy i bojowy oraz radiostację z podnoszonym masztem o wysokości 10 metrów. Wyposażenie uzupełniała kotwica grzybkowa o masie 272 kg .
Załoga okrętu składała się z 3 oficerów oraz 23 podoficerów i marynarzy.

## Służba
30 stycznia 1917 roku SM UC-63 został przyjęty do służby w Cesarskiej Marynarce Wojennej . Dowództwo jednostki objął por. mar. (niem. Oberleutnant zur See) Karsten von Heydebreck, dowodzący wcześniej UB-6 . Z dniem 1 lutego, rozkazem szefa sztabu admiralicji niemieckiej z 12 stycznia tego roku, U-Booty należące do czterech flotylli Hochseeflotte, Flotylli Flandria i Flotylli Pola rozpoczęły nieograniczoną wojnę podwodną. 
Po okresie szkolenia okręt opuścił Kilonię i w drodze do Zeebrugge 26 kwietnia zatrzymał i zatopił po ewakuacji załogi zbudowany w 1916 roku holenderski trawler „Amsteldjik” o pojemności 186 BRT (na pozycji 52°56′N 4°10′E/52,933333 4,166667) . Po przybyciu do bazy, okręt został 27 kwietnia 1917 roku przydzielony do Flotylli Flandria .
10 maja U-Boot zatrzymał i po ewakuacji załogi zatopił u wybrzeży Holandii na wodach Noordhinder Bank zbudowany w 1916 roku holenderski żaglowiec z pomocniczym napędem motorowym „Gruno” o pojemności 171 BRT, płynący z ładunkiem drobnicy z Rotterdamu do Londynu . 27 czerwca 12 Mm na południowy zachód od latarni morskiej Flamborough okręt storpedował bez ostrzeżenia i zatopił zbudowany w 1898 roku brytyjski parowiec „Longbenton” o pojemności 924 BRT, przewożący węgiel z Newcastle upon Tyne do Devonport (na pozycji 53°55′N 0°03′W/53,916667 -0,050000, nikt nie zginął)  . Nazajutrz w estuarium Humber ofiarą działalności U-Boota padło siedem brytyjskich łodzi rybackich, zatrzymanych i zatopionych po ewakuacji załóg: „Frigate Bird” (20 BRT), „Elsie” (20 BRT), „Frances” (20 BRT), „Glenelg” (32 BRT), „Harbinger” (39 BRT), „Rose Of June” (20 BRT), „William And Betsy” (21 BRT) (dwie kolejne – „Frank” (21 BRT) i „Diligence” (20 BRT) – zostały uszkodzone . 30 czerwca w odległości 12 Mm na południe od latarni morskiej Flamborough okręt zatopił zbudowany w 1907 roku duński parowiec „Markersdal” o pojemności 1640 BRT, transportujący węgiel z Newcastle upon Tyne do Rouen (bez strat w ludziach) . 1 lipca UC-63 zatopił na Morzu Północnym trzy brytyjskie żaglowe łodzie rybackie: „Advance” (44 BRT), „Gleam” (54 BRT) i „Radiance” (57 BRT) .
31 lipca na postawioną przez UC-63 nieopodal Withernsea minę wszedł zbudowany w 1893 roku brytyjski parowiec „Empress” (2914 BRT), płynący z ładunkiem węgla z Newcastle upon Tyne do Southend-on-Sea. Statek zatonął ze stratą pięciu załogantów na pozycji 53°45′N 0°08′E/53,750000 0,133333  . 2 sierpnia okręt u ujścia rzeki Humber zatrzymał i zatopił zbudowaną w 1904 roku brytyjską żaglową łódź rybacką „Young Bert” o pojemności 59 BRT (łódź ratunkowa z liczącą pięć osób załogą nigdy nie została odnaleziona) . 6 sierpnia lista osiągnięć U-Boota powiększyła się o trzy pozycje: nieopodal Dunkierki został zatopiony zbudowany w 1903 roku francuski żaglowiec „Alfred” (107 BRT) ; na wschód od Mablethorpe na minę wpłynął pochodzący z 1901 roku norweski parowiec „Fane” (1119 BRT), płynący pod balastem z Rouen do Sunderlandu (zatonął ze stratą czterech załogantów na pozycji 53°21′N 0°38′E/53,350000 0,633333) , a na tych samych wodach uszkodzeń doznał zbudowany w 1905 roku brytyjski parowiec „Zamora” o pojemności 3639 BRT, płynący z Archangielska z ładunkiem drewna (zginęła jedna osoba) . Następnego dnia w tym samym miejscu zatonął zbudowany w 1896 roku włoski parowiec „Onesta”, transportujący węgiel z Newcastle upon Tyne do Genui (obyło się bez strat w ludziach) . 8 sierpnia nieopodal Lowestoft okręt zatrzymał i zatopił po ewakuacji załogi francuski żaglowiec „Marie Jesus Protegez Nous” (46 BRT), przewożący 65 ton węgla z South Shields do Gravelines .
14 sierpnia UC-63 zatopił dwa kolejne parowce: na pozycji 53°42′N 0°24′E/53,700000 0,400000 za pomocą działa pokładowego zbudowany w 1910 roku brytyjski „Thames” (403 BRT), transportujący surówkę hutniczą z Middlesbrough do Fécamp (zginęła cała, licząca 10 osób załoga statku)  oraz pochodzący z 1883 roku włoski „Costanza” (2545 BRT), płynący z ładunkiem węgla z Newcastle upon Tyne do Livorno (na wschód od Mablethorpe, bez strat w załodze) . W tym samym dniu u ujścia Humber doznał uszkodzeń zbudowany w 1911 roku norweski parowiec „Luna” o pojemności 959 BRT, płynący z ładunkiem tarcicy, listew i desek z Trondheim do Londynu (statek został sztrandowany nieopodal Grimsby, a później został podniesiony) . 15 sierpnia w estuarium Humber (na pozycji 53°38′N 0°55′E/53,633333 0,916667) okręt zatrzymał i zatopił zbudowany w 1903 roku brytyjski motorowy kuter rybacki „Alice” o pojemności 25 BRT (licząca pięć osób załoga zaginęła) . Tego dnia U-Boot na tych samych wodach zatopił ogniem artyleryjskim dwa niewielkie brytyjskie statki-pułapki: pochodzący z 1908 roku żaglowiec „Ethel And Millie” (58 BRT), posługujący się fałszywą nazwą „Boy Alfred” (zginęła cała, licząca siedem osób załoga) oraz zbudowany w 1905 roku „G & E” (61 BRT), legitymujący się fałszywym imieniem „Nelson”, na którego pokładzie śmierć poniósł szyper Thomas Crisp  .
22 września u wybrzeży A Coruña UC-63 zatopił zbudowany w 1898 roku francuski parowiec „Italia” o pojemności 627 BRT . Dwa dni później okręt podwodny zatrzymał i po ewakuacji załóg zatopił dwa francuskie czteromasztowe barki ze stalowymi kadłubami: zbudowany w 1896 roku „Perseverance” (2873 BRT), przewożący ładunek saletry z Iquique do Brestu (na pozycji 46°22′N 11°30′W/46,366667 -11,500000, bez strat w ludziach)  oraz pochodzący z 1897 roku „Europe” (2839 BRT), transportujący 4500 ton kukurydzy z Sydney do Bordeaux (na pozycji 46°37′N 11°30′W/46,616667 -11,500000, nikt nie zginął) . 25 września na przybliżonej pozycji 46°45′N 12°00′W/46,750000 -12,000000 łupem załogi U-Boota padł zbudowany w 1912 roku francuski parowiec „Dinorah” o pojemności 4208 BRT, płynący z ładunkiem węgla z Cardiff na Morze Śródziemne  oraz zbudowany w 1917 roku brytyjski uzbrojony trawler HMT „James Seckar” (255 BRT), który został zatopiony na przybliżonej pozycji 46°45′N 12°00′W/46,750000 -12,000000 ze stratą 16 załogantów .
24 października UC-63 zatopił zbudowany w 1894 roku duński parowiec „Ulfsborg” o pojemności 2040 BRT, płynący z ładunkiem rudy żelaza na trasie Bilbao – Newport (na pozycji 46°03′N 1°43′W/46,050000 -1,716667, na pokładzie śmierć poniosło 17 członków załogi) . 28 października w odległości 5 Mm na południowy wschód od latarni morskiej Anvil Point okręt storpedował bez ostrzeżenia i zatopił zbudowany w 1895 roku uzbrojony brytyjski parowiec „Baron Garioch” o pojemności 1831 BRT, płynący pod balastem z Calais do Liverpoolu (na pozycji 50°36′N 1°43′W/50,600000 -1,716667, zginęły dwie osoby)  . Następnego dnia na tych samych wodach U-Boot zatopił zbudowany w 1907 roku francuski parowiec „Marne” (979 BRT), płynący z Rouen do Cardiff (na przybliżonej pozycji 50°30′N 1°20′W/50,500000 -1,333333) .
1 listopada o godzinie 1:14 SM UC-63 został storpedowany na Morzu Północnym przez brytyjski okręt podwodny HMS E52. U-Boot zatonął na pozycji 51°23′N 2°00′E/51,383333 2,000000, a z liczącej 27 osób załogi ocalał tylko marynarz Marsal .
Na postawionych przez okręt podwodny minach zatonęły jeszcze trzy jednostki: 4 listopada u ujścia Humber nowy, zbudowany w 1917 roku norweski parowiec „Lyra” o pojemności 1141 BRT, płynący z ładunkiem azotanu amonu i aluminium ze Skien do Rouen (obyło się bez strat w ludziach) ; 25 listopada zbudowany w 1899 roku uzbrojony brytyjski zbiornikowiec „Oriflamme” (3764 BRT), przewożący benzynę z Nowego Jorku do Hawru (na wschód od wyspy Wight)  , a 4 grudnia na tych samych wodach zatonął ze stratą dwóch załogantów pochodzący z 1894 roku uzbrojony brytyjski parowiec „Brigitta” o pojemności 2084 BRT, transportujący węgiel z Barry do Dieppe  .

### Podsumowanie działalności bojowej
SM UC-63 odbył dziewięć rejsów operacyjnych, w wyniku których zatonęło 36 statków o łącznej pojemności 35 900 BRT, a cztery statki o łącznej pojemności 4639 BRT zostały uszkodzone . Na pokładach zatopionych i uszkodzonych jednostek zginęło co najmniej 80 osób, w tym 17 na duńskim parowcu „Ulfsborg”  . Pełne zestawienie zadanych przez niego strat przedstawia poniższa tabela :
| Data                 | Nazwa                       | Państwo         | Tonaż       | Los jednostki |
| -------------------- | --------------------------- | --------------- | ----------- | ------------- |
| 26 kwietnia 1917     | „Amsteldjik”                | Holandia        | 186         | zatopiony     |
| 10 maja 1917         | „Gruno”                     | Holandia        | 171         | zatopiony     |
| 27 czerwca 1917      | „Longbenton”                | Wielka Brytania | 924         | zatopiony     |
| 28 czerwca 1917      | „Frigate Bird”              | Wielka Brytania | 20          | zatopiony     |
| 28 czerwca 1917      | „Elsie”                     | Wielka Brytania | 20          | zatopiony     |
| 28 czerwca 1917      | „Frances”                   | Wielka Brytania | 20          | zatopiony     |
| 28 czerwca 1917      | „Glenelg”                   | Wielka Brytania | 32          | zatopiony     |
| 28 czerwca 1917      | „Harbinger”                 | Wielka Brytania | 39          | zatopiony     |
| 28 czerwca 1917      | „Rose of June”              | Wielka Brytania | 20          | zatopiony     |
| 28 czerwca 1917      | „William And Betsy”         | Wielka Brytania | 21          | zatopiony     |
| 28 czerwca 1917      | „Frank”                     | Wielka Brytania | 21          | uszkodzony    |
| 28 czerwca 1917      | „Diligence”                 | Wielka Brytania | 20          | uszkodzony    |
| 30 czerwca 1917      | „Markersdal”                | Dania           | 1640        | zatopiony     |
| 1 lipca 1917         | „Advance”                   | Wielka Brytania | 44          | zatopiony     |
| 1 lipca 1917         | „Gleam”                     | Wielka Brytania | 54          | zatopiony     |
| 1 lipca 1917         | „Radiance”                  | Wielka Brytania | 57          | zatopiony     |
| 31 lipca 1917        | „Empress”                   | Wielka Brytania | 2914        | zatopiony     |
| 2 sierpnia 1917      | „Young Bert”                | Wielka Brytania | 59          | zatopiony     |
| 6 sierpnia 1917      | „Alfred”                    | Francja         | 107         | zatopiony     |
| 6 sierpnia 1917      | „Fane”                      | Norwegia        | 1119        | zatopiony     |
| 6 sierpnia 1917      | „Zamora”                    | Wielka Brytania | 3639        | uszkodzony    |
| 7 sierpnia 1917      | „Onesta”                    | Włochy          | 2674        | zatopiony     |
| 8 sierpnia 1917      | „Marie Jesus Protegez Nous” | Francja         | 46          | zatopiony     |
| 14 sierpnia 1917     | „Thames”                    | Wielka Brytania | 403         | zatopiony     |
| 14 sierpnia 1917     | „Costanza”                  | Włochy          | 2545        | zatopiony     |
| 14 sierpnia 1917     | „Luna”                      | Norwegia        | 959         | uszkodzony    |
| 15 sierpnia 1917     | „Ethel And Millie”          | Royal Navy      | 58          | zatopiony     |
| 15 sierpnia 1917     | „G & E”                     | Royal Navy      | 61          | zatopiony     |
| 15 sierpnia 1917     | „Alice”                     | Wielka Brytania | 25          | zatopiony     |
| 22 września 1917     | „Italia”                    | Francja         | 627         | zatopiony     |
| 24 września 1917     | „Perseverance”              | Francja         | 2873        | zatopiony     |
| 24 września 1917     | „Europe”                    | Francja         | 2839        | zatopiony     |
| 25 września 1917     | „Dinorah”                   | Francja         | 4208        | zatopiony     |
| 25 września 1917     | HMT „James Seckar”          | Royal Navy      | 255         | zatopiony     |
| 24 października 1917 | „Ulfsborg”                  | Dania           | 2040        | zatopiony     |
| 28 października 1917 | „Baron Garioch”             | Wielka Brytania | 1831        | zatopiony     |
| 29 października 1917 | „Marne”                     | Francja         | 979         | zatopiony     |
| 4 listopada 1917     | „Lyra”                      | Norwegia        | 1141        | zatopiony     |
| 25 listopada 1917    | „Oriflamme”                 | Wielka Brytania | 3764        | zatopiony     |
| 4 grudnia 1917       | „Brigitta”                  | Wielka Brytania | 2084        | zatopiony     |
| RAZEM                | RAZEM                       | zatopione:      | zatopione:  | 36            |
| RAZEM                | RAZEM                       | uszkodzone:     | uszkodzone: | 4             |